# Prachim Ratthaya Expressway

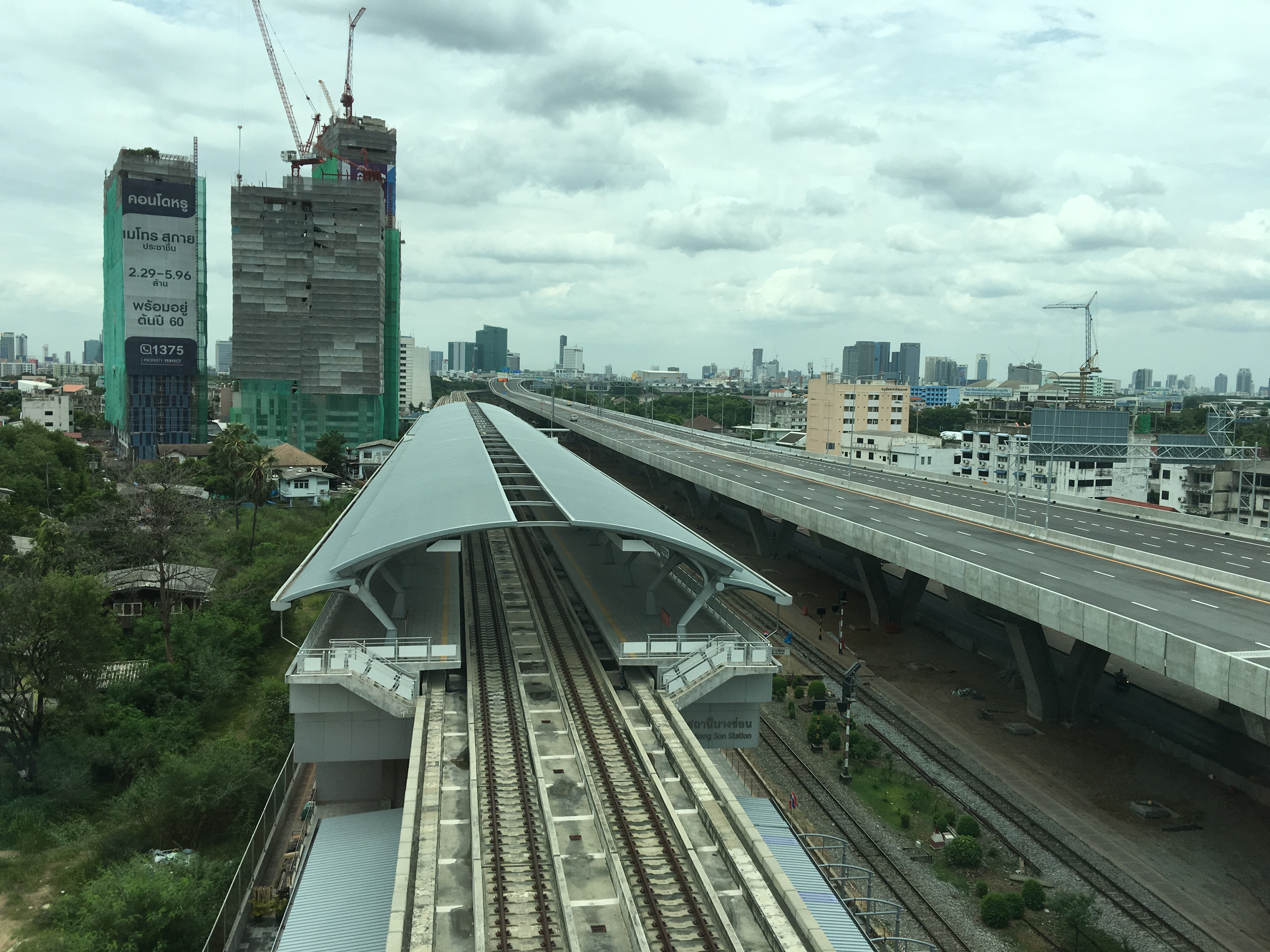

De Prachim Ratthaya Expressway (Thai: ทางพิเศษประจิมรัถยา) of Si Rat–Outer Ring Road Expressway (Thai: ทางพิเศษสายศรีรัช–วงแหวนรอบนอกกรุงเทพมหานคร), is een autosnelweg in Thailand. De snelweg in Bangkok en Nonthaburi is 16,7 kilometer lang. De weg werd geopend in 2016.
Chaloem Maha Nakhon Expressway ·
Si Rat Expressway ·
Prachim Ratthaya Expressway ·
Don Mueang Tollway ·
Chalong Rat Expressway ·
Burapa Withi Expressway ·
Udon Ratthaya Expressway ·
S1 ·
Motorway 6 ·
Motorway 7 ·
Bangkok Outer Ring Road / Kanchanaphisek Road / Motorway 9